# Мохамед Феллаґ
Мохамед Феллаґ (бербер. ⵎⵄⵁⴰⵏⴸ ⵚⴰⵉⴸ ⴼⴻⵍⴰⴴ; нар. 31 березня 1950, Азефун, Тізі-Узу) — алжирський письменник, гуморист і актор.

## Біографія
У 1958 році, під час розпалу війни за незалежність Алжиру, батько забрав його та його молодшого брата, заради їхньої безпеки, до тітки в Бені-Мессус (на той час дуже маленьке село поблизу Алжиру), де вони ходили до початкової школи. Здобув середню освіту в Тізі-Узу. Вступив до Школи драматичного мистецтва Алжиру в 1968 році та залишився там протягом чотирьох років, виступаючи в кількох театрах по всьому Алжиру.

## Кар'єра
З 1978 по 1985 рік він брав участь у кількох театральних постановках, після чого повернувся до Алжиру в 1985 році, щоб приєднатися до Національного театру Алжиру і зіграти головну роль у постановці Едуардо де Філіппо «Мистецтво комедії». У 1986 році він зіграв у п'єсі Рея Бредбері «Le Costume Blanc Couleur Glace à la Noix de Coco» і створив «Les Aventures de Tchop», свою першу моновиставу. Він знявся у низці фільмів і телешоу в період неспокою в Алжирі наприкінці 80-х і на початку 90-х років. У 1989 році він написав п'єсу «Коктейль Хоротов», а в 1990 році — «SOS Labès». У 1992 році він написав п'єсу «Корабель для Австралії». У 1995 році, після вибуху бомби під час однієї з його презентацій, він переїхав спочатку до Тунісу, а потім до Франції. Там він здобув успіх на сцені зі своїми п'єсами, які висвітлювали соціальні труднощі Франції. Він знявся в численних фільмах, особливо з 2005 року, зокрема в номінованому на «Оскар» фільмі «Мсьє Лажар», за який отримав канадську премію Genie Award за найкращу чоловічу роль.